# 西靖&桜井一枝のわくわく土曜リクエスト
『西靖&桜井一枝のわくわく土曜リクエスト』（にしやすし・さくらいかずえのわくわくどようリクエスト）は、毎日放送ラジオ（MBSラジオ）で放送されていたローカルラジオ番組である。西靖（MBSアナウンサー）と桜井一枝の冠番組である。
2010年3月13日の番組内で西が4月3日放送で卒業すると発表した（実際は3月27日が最終回となった。理由は後述）。後番組は『河田直也&桜井一枝のうきうき土曜リクエスト』。

## 放送
- 土曜日 13:55 - 17:43（JST、以下同じ）
- MBS本社スタジオからの生放送

### 放送時間の変遷
- 2003年4月～2005年3月　13:30-15:30（青木和雄と桜井がパーソナリティを務めた「青ちゃんのてるてるリクエスト」が終了した後枠）
- 2005年4月～2006年3月　11:30-15:30（ごめんやす馬場章夫のボラボラわーるど枠を統合）
- 2006年4月～2007年3月　13:00-17:00（それゆけ!メッセンジャーと枠交換）
- 2007年4月～2009年4月　13:00-17:43（ネットワーク1・17の枠移動に伴い統合）
- 2009年4月～2010年3月　13:55-17:43（ますます!ハイヒール（ピカピカハイヒールから改題）の枠移動に伴い短縮）

### 時間変更の例

#### デーゲーム対応
- 2008年までは阪神タイガース戦中継（MBSタイガースナイタースペシャル・デーゲーム）を放送する場合、終了時間が早まったり、開始時間が遅らされたりしていた。17:43までに中継が終われば番組を再開していた。
  - 2008年のオープン戦は、試合が続いていたものの、15:00に中継を打ち切った。
- また短縮の場合は、リクエスト時間も短縮されたり、電話受付が休止されたりすることがあった。電話受付が休止される場合は、12:50頃（「それゆけ!メッセンジャー」内）に、桜井がその旨を告知するCMが流されることがある。
- 2009年は放送時間の短縮により、中継終了後からの放送となった。17:43までに中継が終わらなければ放送自体が休止となる。

##### デーゲーム中止の場合
- デーゲームが、悪天候などにより中止された場合、この番組が放送され、リクエストの受付なども通常通り行われる。
- その際、本来ならデーゲームが放送される枠（13:55開始なら17:00まで）は、「西靖&桜井一枝のわくわく土曜リクエスト　MBSタイガースナイタースペシャル」として放送され、14:00と16:55頃に提供読みが行われる。なお、このときのスポンサーは「わくわく-」とは異なり、デーゲーム中継のスポンサーが付き、お天気のお知らせなどにもスポンサーは付かない。

※なお「タイガースナイタースペシャル」として、土曜日ナイターの協賛スポンサーの提供が付くようになったのは2009年以後であり、2008年までは阪神戦デーゲームの有無に関係なく、デーゲーム相当の時間は「MBSニュース」「お天気のお知らせ」「MBS交通情報」などの一部スポンサードコーナーを除いて、オールスポット（ノンスポンサー）であった。

#### センバツ対応
2008年まで
- 毎年3月下旬～4月上旬に開催される選抜高校野球選手権大会の中継がある場合も、番組は試合終了後からの放送になるため、放送時間が流動的になる。
- 試合が中止になった場合、2007年までは通常通りの放送であったが、2008年のみ「それゆけ！-」がセンバツ期間中休止するため11:30からの放送になった。

2009年
- 毎日放送ラジオの中継が準決勝・決勝戦のみとなった為に、センバツ期間中も準決勝・決勝戦開催日にあたらない限り通常通りの放送となる。

2010年
- 基本的には前年の体制を継続。しかし、雨による順延が多く発生し、決勝戦が4月3日に延びてしまった。この日が土曜日であったうえ、センバツ終了後にデーゲーム中継が入っていたため、同日のわくわくの放送は中止となった。この日が最終回となる予定だったが、前週の3月27日が最終回となってしまった。

#### ナイター対応
- 2008年4月12日の放送で、翌週19日のMBSタイガースナイターで予定されているヤクルト対阪神の試合が中止になった場合、雨傘番組としてこの番組が21時まで延長されると発表されたが、結局試合は中止にならなかった。しかし、今後も予備中継が組まれていない場合は延長すると発表されており、もし仮にこれが実現した場合、13:00から21:00まで8時間連続の生放送が行われることになる。
2009年もMBSタイガースナイターわくわくタイガーススペシャルとして同様の対応が取られるケースが予定されている。(2009年5月16日他)
- 2008年5月24日は、ナイター編成がないことに加え、19:30-特別番組が組まれている関係で、デーゲーム終了後から19:30まで放送された。この中で、通常ナイター中継でスタジオ担当のフリーアナウンサーが日本道路交通情報センターからの資料に基づいて紹介する、19時台と20時台前半の道路交通情報を桜井が担当した。
- 2008年6月10日は、交流戦、阪神-オリックス戦の予備日であったが、前日までに順調にゲームが消化できナイター編成がないため、18:00-21:00に「わくわく火曜リクエスト」が放送された。西・桜井に加えMBS野球解説者の安藤統男が出演。電話リクエスト受付は18:00-20:00。交通情報は桜井、ファーム情報とエンディング提供読みは西[1] が担当した。
- 2008年7月5日は、デーゲーム終了後20:30まで放送。
※なお、2006年以後、阪神戦がデーゲームとして組まれた場合は土曜日のナイター中継を協賛する提供スポンサーはそのままデーゲーム中継の提供に回るため、ナイター相当の時間はノースポンサー（オールスポット）の扱いであった。

#### 特番対応
#特別番組も参照
- 『こどもがまんなか～子供の未来を広げよう～』（2009年8月29日、TBSラジオ制作）や『ナキワラ!ライブ』（CBCラジオ制作）など1時間の特別番組を放送する時は16時38分で終了[2]。

## 出演者

### パーソナリティ
- 桜井一枝
- 西靖（MBSアナウンサー）

当番組以降、桜井のパートナーは年下のMBS男性アナウンサーとなった。

### リポーター
ウィークエンドガイドに出演
- 森田恵美子（2007年4月7日 - ）

シマヤわくわくおいしいリポート（期間限定企画）に出演
- 池内孝枝

#### 過去のリポーター
ウィークエンドガイドに出演
- 宮崎留実（結婚のため2007年3月17日をもって卒業）
- 河合美保（2回放送される場合のみ出演。ありがとう娘。の一人。）
- 松木宏美（河合が出演しない場合に出演。同じく、ありがとう娘。）

### そのほか
ともに、MBSアナウンサー。
- 河田直也

番組内で西が使っているウクレレは、河田の物であるが、ほとんど私物化しており、各所でミュージシャンのサインを集めている。
西も桜井も、河田のモノマネをよくする。
西が出演できないときは、代打として出演することがある。
- 河本光正

深夜リクエストに出演したのが最初。あくまで「相づち役」（西談）として呼ばれていたが、後の番組内で、「河本の話が長かったから、曲が掛けれなかった」と言われイジられている。
第3回わくわく赤白歌合戦で本編飛び入り初出演。「メッセージの書き方が悪い」や「告知の読み方が悪い」などと、散々いじられていた（ちなみに、河本はこの日の住之江競艇レース結果も担当した）。
- 鈴木健太

2009年10月からスタートしたわくわく木琴クイズのコーナーで出演。演奏が上手くいかないので西と桜井から責められることが多い。

## リクエスト
13:00-17:00（17:00までの放送だった時は16:30まで、13:00からだった時は12:30から）の間に、放送して欲しい音楽のリクエストなどが下記の方法で受け付けられている。以前は電話受付もしていたが、2009年4月の縮小と同時に中止になった。

## タイムテーブル

### 2009年3月時点
短縮時、時間変更されるものは○、休止されるものは◇
- 13:00 オープニング
- 13:25 MBS交通情報・MBSニュース（不二食品提供）
- 13:40 ウィークエンドガイド（不定期）◇
- 14:00 MBS交通情報・MBSお天気のお知らせ◇（寺内株式会社提供、2人と気象予報士との掛け合いが行われる。）
- 14:15 ウクレレクイズ：出題
- 14:20 シマヤわくわくおいしいリポート◇（大阪近辺のスーパーから中継をし、スーパー担当者にシマヤ商品を使ったレシピを聞く。毎年、秋冬のみ実施。）
- 14:30 はぴねすくらぶラジオショッピング○
- 14:55 ウクレレクイズ：解答
- 15:00 MBS交通情報・MBSニュース
- 15:15 エピソードクイズ：出題
- 15:55 エピソードクイズ：解答
- 16:00 MBS交通情報・MBSお天気のお知らせ
- 16:15 アンケートクイズ：出題
- 17:00 MBS交通情報
- 17:20 靖と一枝のすてきなプレゼント○
- 17:25 ウィークエンドネットワーク（放送時間が異なる関係などでTBSラジオ制作ではなく、MBS製作バージョン(企画・CMネット)を放送する。）
- 17:35 アンケートクイズ：解答
- 17:40 桜井一枝の生歌・エンディング

生放送中に演奏する音楽を決め、西がウクレレで生伴奏する。2人でデュエットする時も西が生伴奏する。
クイズ
クイズには賞金（カッコ内の金額）が設けられており、外れた場合翌週にキャリーオーバーされる（各クイズごとに個別）。

番組にリクエストを送った人の中から抽選で当たった人に電話がかかり、回答権を得る。コールは7回まで。電話に出なかった場合や、問題を聞いていなかった場合、3人まで掛け直される。
- ウクレレクイズ（1万円）◇（15:00まで放送される場合は実施）

西アナがイントロを弾き、その曲名を当てる。
- エピソードクイズ（1万円）◇

ある人のエピソードに関するクイズを出題。前身は3万円クイズ。2007年10月にアンケートクイズと入れ替え。
- アンケートクイズ（3万円）◇

電話でリクエストをした人100人に、あるテーマで質問し、答えのトップ3をランダムに読み上げ、その中から1位を当てる。2007年10月から1万円から3万円に賞金アップ。過去にこのクイズがキャリーオーバーの連続で27万円まで貯まった事があり、「これは多過ぎる」というスタッフの判断で他のクイズに賞金を分散したことがあった。
電話受付の廃止とともにクイズも一新（ウクレレや歌詞朗読などの曲名当て）され、すべてハガキのみでの応募になり、各クイズごとに正解者の中から抽選で1人に2万円が贈られた。これは「うきうき～」にも引き継がれている。
2曲続けて
2007年ごろから、西が「DJをやってるからには、2曲続けてどうぞと言ってみたい」と言い出し、その年の夏あたりからはほぼ毎週実施している。◇

### 終了したコーナー
- バーモントカレー中継
- テレマートラジオショッピング
- ユニバーサル・スタジオ・ジャパンからお知らせ（13時台・15時台、交通情報とニュースの間）
- JOMO童話の花束○（JOMOジャパンエナジー提供）
  - 2007年9月まで、西と桜井により生読みされていたが、17:45-独立番組として、ニッポン放送からのネットに変更された（2008年3月にネット終了）。
- 3万円クイズ

## 殿堂入り
2007年12月8日の番組冒頭、「ありがとう御堂筋」（唐渡吉則With桜井一枝）が、殿堂入りすることが発表された。これは、5週連続でリクエスト数が1位になったためで、今後はランキングにカウントしない事になった。なお、この曲は『1回の放送で一番多く集めたリクエスト』の記録も持っていて、その数は500以上に上る。

## 余談
- 番組オリジナルクオカードには2人が写ったノーマルバージョンと、わくわくツアーのパーティーで披露された衣装の写真が写った「プラチナクオカード」の2種類がある。
- MBS交通情報はスポンサーがつく場合とつかない場合があり、MBSニュースは13時台のみスポンサーがつく。
- 1回の放送でかけられた曲数は、最高で26曲（2008年1月12日放送分）。
- 2008年まで、『この番組は、リクエスト番組であるということで基本的に生でミュージシャンゲストを出演させていない方針である』と、オンエア上で言及していた。それまでに生出演したミュージシャンは、唐渡吉則（第3回わくわく赤白歌合戦）のみだった（このほかに、ミュージシャンが録音でコメントを寄せることはあった）。
  - しかし、2009年はミュージシャンの生出演が解禁された模様で、多数のミュージシャンが生出演した。
- エンディングで披露される桜井一枝の生歌を、後続番組ネットワーク1・17の妹尾和夫がわざわざ聞きに来ていた（2007年3月まで）。
- 2007年6月23日に、毎日放送千里丘放送センターでMBS千里丘フェスティバル・ファイナルの企画として行われたヤングタウン日曜日の公開録音に参加するため、西が早退した。その日は、デーゲーム中継が行われたため、17時台の代打を千葉猛（MBSアナウンサー）が務める予定で、ウクレレの練習もしていた。しかし、その日は試合が延長して、終了が18時30分頃になり、千葉の登場はなかった。翌週、無念を晴らすべく、改めて17時台に千葉がスタンバイしていたが、またもや試合が延長したため、登場せず。その翌週は、ミュージシャンパーソナリティ・トークセッション放送のため、番組が休止。7月14日にようやく出演を果たし、エンディングで、西とのセッションを披露した。
- 2009年1月24日には西がインフルエンザに冒されて番組を休んだが、16時40分頃から17時の時報まで電話出演した。さらにアンケートクイズとして「インフルエンザで休んでいる西さんに、食べさせてあげたいものは何ですか?」と言う問題が出題された（1位（正解）はおかゆ）。その前の回（1月17日）の放送中からすでに予兆はあった。
- 2010年1月2日の放送では、「2011年の元日は土曜日と重なるから、正月特番を西&桜井でやらせてもらえるように頑張ろう」と言っていた。また、同年1月23日には、1,2,3の日という語呂合わせにちなんで、この番組でも記念日を作ろうという事になり、わくわくを語呂合わせにすると0909となるので2010年から9月9日はわくわくの日にしようと言っていた。しかし、番組終了・改題に伴い、（結果として）どちらも実現しなかった。
- 放送業界にも、この番組を聴いているという人は多い（朝日放送の道上洋三、浦川泰幸や、びわ湖放送の牧田もりかつなど。2007年12月1日、12月29日の本番組内で）。

## ジングル
- オープニング
  - スプリームス「You can't Hurry Love」をバックに、パーソナリティが番組名をコールする。
- 10秒Ver.

西「西靖と」
桜井「桜井一枝の」
桜井「♪わくわく土曜リクエスト～」
時報直後は生演奏、そのほかは録音。
西が演奏するウクレレがバック
- 15秒ver.

西「西靖と」
桜井「桜井一枝の」
2人「わくわく土曜リクエスト！」
西「1179 MBSラジオがお送りしています。」
桜井（キャラクターボイスで）「MBSラジオがお送りしています。」
10秒と15秒ver.は、CM前や時報後に放送される。

## 特別番組

### わくわく赤白歌合戦
- 2005年から、毎年最後の放送は「わくわく赤白歌合戦」として放送される。
- 「合戦」という名が付いているが、勝敗はつけない。
- 無論、CDやレコードの音源を掛けるだけだが、『あくまで「生歌披露」である』というスタンスを取っている。
- 毎年、MBSアナウンサーから、応援メッセージが届く。
- 2007年まで3年連続でトリは赤組。
- 曲フリの際は、「はりきってどうぞ!」と必ず言う。
- 2006年の提供読みは桜井。

2007年
- 12月29日12:35-17:43に放送。ウィークエンドガイド・クイズは休止。河本光正が飛び入り出演した（後述）。
- 森本栄浩・大月勇・松井愛・高井美紀・吉竹史（『アナウンサー室一同』として。西曰く「アナ室に居てた人を集めただけ」らしい）、古川圭子（特集1179の宣伝も）、松本麻衣子・伊藤広（MBSどっと!アナ「マイコーJポップステーション」の宣伝も）、河本の各アナウンサーからメッセージが届いた。
  - アナウンサーからのメッセージは河本を除き、桜井を応援するスタンスを取ったため、西が「FM802で放送を終えたシャーリー富岡さん、応援メッセージください！」と、他局のDJを名指ししていたが、結局届かなかった。
- 唐渡吉則が、番組初のゲストとして登場。桜井と「ありがとう御堂筋」をデュエットした。

### わくわくビーチリクエスト in Ashiya
2006年・2007年
2004年から、芦屋サマーカーニバルにMBSが関わり始めた事から、当日に会場特設スタジオから生放送。メインスタジオに出演するアーティストらも、続々と出演する。
- 途中、メインスタジオの模様が生放送される。
- スポンサーは、普段の放送よりもいくつか追加され、番組の最初と最後に西が提供読みをする。
- 2007年の放送は、わくわく宝島 OBPでウッキッキー!の初日と重なっており、開幕特番の司会をしていた陣内は、こちらに出演できなかった。

2008年
- 茶屋町本社スタジオから放送。前年度と大きく変わり、現場からの中継は非常に少なかった。リポーターとして、U.K.が出演。
- 提供読みは、アナウンサーの上田悦子が担当した。

### OKステーションからオーサカキング開幕スペシャル
2007年
7月28日に放送。当日に開幕した、オーサカキング会場内にあるサテライトスタジオ『OKステーション』からの生放送。
- 出演は、西・桜井・上田たかゆき（以上は、OKステーション）、浜村淳・渡辺たかね・森田（以上は、ブースリポーター）。
- スポンサーは、普段の放送よりもいくつか追加され、番組の最初と最後に西が提供読みをした。
- その日、テレビでも開幕特番が放送されており、企画（MBS番組対抗駅伝）に参加するため、西が途中退席し、その間は桜井と上田の2人で進行した。

2008年
7月26日に放送。

### 西靖&桜井一枝のわくわく深夜リクエスト
西靖&桜井一枝のわくわく深夜リクエスト
2007年12月16日（日付上は17日）25:30 - 28:30に、スペシャルウィークの最終番組として放送。2人が番組放送中に「深夜に思いっきりしゃべってみたい！」と言い出したことから実現した番組。出演は、西・桜井・河本。しかし、タイトルに『リクエスト』が付いているのに、ほとんど曲がかからず、ついには、リスナーのおたよりにリクエスト曲が記入されなくなってしまったほどトークが長かった。
西靖&桜井一枝のわくわく深夜リクエスト～ラジオネームでトークSP～
2008年12月14日（日付上は15日）25:30 - 28:30に、前年と同じくスペシャルウィークの最終番組として放送。今回は、“ラジオネームでトークSP”というサブタイトルがついた。出演は、西・桜井・大吉洋平（MBSアナウンサー）。

### 西靖&桜井一枝のわくわく土曜リクエスト・リターンズ
- 当番組の2代後に編成されていた『桜井一枝&井上雅雄のるんるん土曜リクエスト』の終了（2020年3月14日）とともに、当番組を含む『土曜リクエスト』シリーズの終了が決まったことから、同年2月8日に『るんるん土曜リクエスト』の放送枠で1日限りの復活放送を実施した。

## 備考
- 毎年、「わくわくツアー」として海外旅行が主催される（阪急交通社が主管）。このツアーには、パーソナリティの二人も参加する。4泊～5泊程度。
- 2007年4月から、桜井と西は引き続き熱血!タイガーススタジアムにも出演（ナイターシーズンのみ）。